# Panilla otoensis
Panilla otoensis là một loài bướm đêm trong họ Erebidae.